# 菱川直樹
菱川直樹，日本男性動畫導演、演出家。動畫公司日昇動畫出身。

## 主要參加作品

### 電視動畫
1990年代及以前
- 機動警察（1989年－1990年，製作進行）
- 超時空保姆（1992年，演出）
- 勇者傳說達鋼（1992年－1993年，分鏡、演出）
- 魯邦三世：俄羅斯之戀（日语：ルパン三世 ロシアより愛をこめて）（1992年，演出）
- 勇者特急隊（1993年－1994年，分鏡、演出）
- 勇者警察傑德卡（1994年－1995年，分鏡、演出）
- 黃金勇者合體（1995年－1996年，分鏡、演出）
- 爆走兄弟Let's & Go!!（1996年，演出）
- 烏龍派出所（1996年－2004年，分鏡、演出）
- 浪客劍心（1996年－1998年，演出）
- 魔法提琴手（1996年－1997年，分鏡、演出）
- 科學情人（1997年，分鏡、演出）
- （1998年，分鏡）
- 丸少爺（1998年－，分鏡、演出）
- 亞克傳承（1999年，分鏡）
- 伊甸少年（1999年，分鏡、演出）
- WILD ARMS ～Twilight Venom～（日语：ワイルドアームズ トワイライトヴェノム）（1999年，分鏡）

2000年代
- 遊☆戲☆王怪獸之決鬥（2000年－2004年，分鏡、演出）
- DINOZAURS：THE SERIES（日语：ダイノゾーン）（2000年，演出）
- GEAR戰士電童（2000年－2001年，分鏡、演出）
- 激鬥戰車Nitro（2001年－2003年，分鏡、演出）
- 機動戰士鋼彈SEED（2002年－2003年，分鏡、演出）
- 激鬥戰車（2003年－2004年，分鏡、演出）
- 龍王傳說（2004年－2005年，分鏡）
- 陸奧圓明流外傳 修羅之刻（2004年，分鏡）
- 蒼穹之戰神（2004年，分鏡、演出）
- 遊☆戲☆王怪獸之決鬥GX（2004年－2008年，分鏡）
- 武器種族傳說（2005年，分鏡、演出）
- 光速蒙面俠21（2005年－2008年，分鏡、演出）
- 蒼穹之戰神 RIGHT OF LEFT（2005年，分鏡）
- 銀魂（2006年－2010年，分鏡、演出）
- The Third ～蒼之瞳的少女～（日语：ザ・サード）（2006年，分鏡、演出）
- 英雄時代（2007年，分鏡、演出）
- 遊☆戲☆王5D's（2008年－2011年，導演／第86～92話，分鏡、演出）

2010年代
- 蘿球社！（2011年，分鏡、演出）
- 魯邦三世 -名為峰不二子的女人-（2012年，演出）
- BeyWheelz（日语：ベイウィールズ）（2012年，導演、分鏡）
- 元氣少女緣結神（2012年，演出）
- Beast Saga（日语：ビーストサーガ）（2013年，分鏡）
- 火影忍者疾風傳（2013年，分鏡）
- 卡片鬥爭!! 先導者 王牌連接篇（2013年，分鏡）
- 靈裝戰士（2013年，分鏡、演出）
- 當不成勇者的我，只好認真找工作了。（2013年，分鏡、演出）
- 棺姬嘉依卡 AVENGING BATTLE（2014年，演出）
- 蒼穹之戰神 EXODUS（2015年，分鏡、演出）
- SHIROBAKO（2015年，演出）
- Million Doll（2015年，演出）
- 鑽石王牌 -SECOND SEASON-（2015年，演出）
- Concrete Revolutio ～超人幻想～ THE LAST SONG（2016年，演出）
- 最終騎士（2016年，演出）
- DAYS（2016年，演出）
- 怪怪守護神（2017年，演出）
- 覆面系NOISE（2017年，演出）
- BORUTO -火影新世代- NARUTO NEXT GENERATIONS-（2017年，演出）
- IDOLiSH7（2018年，演出）
- 霸穹 封神演義（2018年，演出）
- 皇帝聖印戰記（2018年，演出）
- 庫洛魔法使 透明牌篇（2018年，演出）
- 未來卡片 神戰鬥夥伴（2018年，演出）
- Banana Fish（2018年，演出）
- 爆釣王（日语：爆釣バーハンター）（2018年，演出）
- 入間同學入魔了！（2019年，演出）

2020年代
- 攀岩！ -Sport Climbing Girls-（2020年，演出）
- 遊戲王SEVENS（2021年，演出）
- 遊戲王GO RUSH（2023年，分鏡、演出）
- 魔王陛下RETRY！R（2024年，分鏡、演出）

### OVA
- 機動警察（1990年－1992年，演出、演出助手）
- 絕對無敵雷神王（1992年－1993年，演出）
- 搞怪拍檔 FLASH（1994年，演出）
- 遊☆戲☆王5D's 進化對決!! 星塵龍 VS 闇紅惡魔（2008年，導演、分鏡、演出）
- CØDE:BREAKER 法外制裁者（2012年，演出）※OAD。

### 電影動畫
- 烏龍派出所 THE MOVIE（1999年，演出）
- 遊☆戲☆王怪獸之決鬥 光之金字塔》（2004年，分鏡）
- 魯邦三世VS名偵探柯南 THE MOVIE（2013年，演出）